# Mount Fridtjof Nansen
Mount Fridtjof Nansen je s nadmořskou výškou 4070 metrů nejvyšší hora v pohoří královny Maud v Antarktidě v Rossově dependenci. Dominuje oblasti mezi ledovci Strøm a ledovcem Axel Heiberg. Na východě k hoře dosahuje Liv Glacier poblíž polární plošiny.
Norský polární průzkumník Roald Amundsen objevil horu v listopadu 1911, při své cestě k jižnímu pólu během své antarktické expedice (1910–1912). Horu pojmenoval po svém krajanovi Fridtjofovi Nansenovi, který expedici podporoval.